# Дуйсен, Ордабек Орынбайулы
Ордабек Орынбайулы Дуйсен (каз. Ордабек Орынбайұлы Дүйсен, 22 августа 1981 года, Алма-Ата, Казахстан) — казахстанский скрипач, лауреат республиканских и международных конкурсов.

## Биография
Ордабек Дуйсен родился в Алма-Ате в семье музыкантов. Отец — домбрист-кюйши Орынбай Дуйсен, Заслуженный деятель Казахстана. Мать — пианистка Сауле Сагимбаева. Сестра — Лауреат Международных конкурсов пианистка Дина Дуйсен. Младший брат — Лауреат Международных конкурсов скрипач Ильяс Дуйсен.
В одном из интервью говорит, что звуки музыки окружали его буквально с пелёнок, позже увидев по телевизору концерт «Виртуозов Москвы» в Большом Зале Московской Консерватории захотел играть также как и они, в результате чего он взял в руки музыкальный инструмент.
Учился в республиканской музыкальной школе им. Куляш Байсеитовой, затем в Казахской Национальной Академии Музыки. После окончания с отличием Академии получил стипендию в Южном Методистском Университете, Даллас, США, где окончил аспирантуру. Ученик профессоров Светланы Абдусадыковой, Раисы и Айман Мусаходжаевых (Казахстан) и Эдуарда Шмидера (США). В возрасте 11 лет выступил с оркестром. Лауреат Республиканских и Международных конкурсов.
По мнению музыкального сообщества Ордабек Дуйсен стал первым казахстанским скрипачом, сыгравший 24 каприса Никколо Паганини в один вечер в сезоне 2002—2003 гг. С этой программой он неоднократно выступал в городах Казахстана и за его пределами. В 2009 и 2011 был приглашён министром культуры в качестве солиста к участию в праздничном концерте мастеров искусств Казахстана посвящённому Дню Конституции и 20-летию независимости Республики Казахстан в Астане. В 2010 и 2012 годах становился участником праздничных мероприятий ко Дню столицы, в г. Астане. В июле 2011 года принял участие в престижном фестивале классической музыки «Pacific Music Festival»  (недоступная ссылка) в городах Японии в качестве солиста и концертмейстера оркестра. По мнению организационного отдела фестиваля, Ордабек стал первым казахстанским музыкантом участвовавшем в столь престижном фестивале. В ноябре 2011 г. был назначен третьим концертмейстером в Даллас Опера. Гастролирует в странах СНГ, Европейского Союза, Азии, Центральной Америки и США. В настоящее время работает в симфоническом оркестре г. Форт-Уэрт, США. С 2014 стал главным приглашённым концертмейстером оперного фестиваля AIMS festival в г. Грац, Австрия.
С 1998 года выступает в дуэте «Duissen-Duo»  (недоступная ссылка) с сестрой, пианисткой Диной Дуйсен, братом Ильясом Дуйсен, сольно и в камерном жанре. Дуэт давал концерты в таких залах как: Линкольн центр  (недоступная ссылка), Венская консерватория  (недоступная ссылка), Mozarteum  (недоступная ссылка). Выступал перед президентами Казахстана, России, Италии, Украины, США. В свои концертные программы «Duissen Duo» предпочитает включать, помимо мировых классических произведений, творения композиторов Казахстана, а также казахские народные мелодии.

## Награды и премии
- 1999 год — Гран При ХХ республиканского конкурса молодых исполнителей (Казахстан);
- 1999 год — Дипломант Международного конкурса им. Микелланджало Аббадо (Милан, Италия);
- 2001 год — 1-я премия Международного конкурса камерной музыки им. Франца Шуберта (Овада, Италия);
- 2002 год — 2-я премия Международного Конкурса скрипачей «Шабыт-Inspiration» (Астана, Казахстан)  (недоступная ссылка)
- 2013 — Награждён нагрудным знаком «Мәдениет саласының үздігі» (Отличник культуры) Республики Казахстан за особый вклад в культуру Казахстана
- 2014 — Присвоены почётные звания почётного артиста и педагога университета искусств г. Колима, Мексика
- 2014 — Лауреат Государственной Молодёжной премии «Дарын» Республики Казахстан в номинации Классическая Музыка